# デザイナードラッグ
デザイナードラッグ (designer drug) は、現存する薬物の分子構造を組変えたり、同じような機序を目的とした医薬品設計（drug design）を行った向精神薬である。しばしば規制薬物を回避するために行われ、現行法では対処できなくなっている薬物の事を指すこともある。
この用語はもともと、1980年代にヘロインに構造が似た数々のフェンタニル系合成麻薬に言及するため、アメリカ当局が利用し始めたものである。アメリカでこの用語が知名度を得たのは、1980年代中盤のMDMAの流行時であった。
トリプタミン系薬物は、5-MeO-DIPTのデザイナードラッグ、フェネチルアミン系の薬物はMDMAのデザイナードラッグ、と評される。2000年頃から、ケミカルな合法ドラッグの流通、使用が日本でも盛んなため、それを指してデザイナードラッグと評価されることが多い。
1960年から1980年代に化学者のアレクサンダー・サーシャ・シュルギンが多くのデザイナードラッグを生み出しその合成法や作用について記した著書を出版している。サーシャは、2050年までに新たな幻覚剤が2000種類ほど誕生するのではないかと予測している。
ドーピング規制にも同様の事があり、特にドーピング検査で検出されないように作られたアナボリックステロイドをデザイナーステロイドと呼ぶことがある。

## 著名なデザイナードラッグ
- 初期のデザイナードラッグ
  - アルファ-メチルフェンタニル - チャイナホワイトとして知られる。
  - パラフルオロフェンタニル
  - MPPP - MPTPが混入していた事で悪名高い。MPTPは単一使用でもパーキンソニズムを引き起こす。
- トリプタミン系デザイナードラッグ
  - 4-Acetoxy-DiPT - n,n-diisopropyl-4-acetoxytryptamine
  - 5-MeO-AMT -  5-methoxy-alpha-methyltryptamine
  - 5-MeO-DIPT - 5-methoxy-di-isopropyltryptamine
  - 5-MeO-DMT - 5-methoxy-dimethyltryptamine
  - AMT - alpha-methyltryptamine
  - DIPT - di-isopropyl-tryptamine
  - DPT - n,n-dipropyltryptamine
- フェネチルアミン系デザイナードラッグ
  - 2C-B - 4-bromo-2,5-dimethoxyphenethylamine
  - 2C-C - 2,5-dimethyoxy-4-chlorophenethylamine
  - 2C-I - 2,5-dimethoxy-4-iodophenethylamine
  - 2C-E - 2,5-dimethoxy-4-ethyl-phenethylamine
  - 2C-T-2 - 2,5-dimethoxy-4-ethylthiophenethylamine
  - 2C-T-7 - 2,5-dimethoxy-4-(n)-propylthiophenethylamine
  - 2C-T-21 - 2,5-dimethoxy-4-(2-fluoroethylthio)phenethylamine
  - MDMA - 3,4-methylenedioxymethamphetamine
- PCP系デザイナードラッグ
  - TCP - 1-[1-(2-thienyl)-cyclohexyl]-piperidine 又は thienylcyclohexylpiperidine
  - PCE - cyclohexamine
  - PCPP - phenylcyclopentylpiperidine
- その他のデザイナードラッグ
  - BZP - benzylpiperazine
  - TFMPP - 3-Trifluoromethylphenylpiperazine
  - GBL - γ-butyrolactone。GHBの先駆物質でもあり、これの代用にもなりうる。
  - 1,4-butanediol - GHB類似薬物